# Hirrlingen
Hirrlingen – miejscowość i gmina w Niemczech, w kraju związkowym Badenia-Wirtembergia, w rejencji Tybinga, w regionie Neckar-Alb, w powiecie Tybinga, wchodzi w skład wspólnoty administracyjnej Rottenburg am Neckar. Leży w Jurze Szwabskiej, ok. 15 km na południowy zachód od Tybingi.